# 細貝萌
细贝萌（1986年6月10日—），日本足球运动员，现效力于日乙球隊群馬草津溫泉，前日本國家足球隊成員。

## 俱乐部生涯

### 早期
1986年6月10日，细贝萌出生于日本群马县前桥市。2002年，细贝萌就读于日本足球名校群马县的前桥育英高校（高中）。2003年，细贝萌在高中二年级时穿上了校队的10号球衣，成为首位二年级生身穿10号的球员。

### 浦和紅鑽
2004年3月，细贝萌作为特别指定选手签约日职球队浦和紅鑽。细贝萌作为职业选手的初次在2005年赛季的天皇杯亮相。
2010年3月6日，在日职联赛首战浦和红钻对阵卫冕冠军鹿岛鹿角的比赛中，细贝萌将队长铃木启太挤到了替补席，以主力中场的身份首发出场。联赛后半程由于队长铃木启太的状态低迷和副队长阿部勇树突然转会英冠，于是细贝萌开始担任浦和红钻的场上队长。

### 奧格斯堡
2011年1月，细贝萌在冬季转会期自由转会至德甲联赛的勒沃库森足球俱乐部，双方签约至2015年6月30日。 1月2日，细贝萌隨即被租借至德乙联赛的奧格斯堡，租借合同期限为一个半赛季。2月18日，在德乙联赛第23轮奥格斯堡客场对阵慕尼黑1860的比赛中，细贝萌在68分钟替补出场，完成了个人的欧洲赛场首秀。
2010-11年赛季，细贝萌帮助奥格斯堡以德乙亚军的身份顺利升入德甲。日本国脚细贝萌取得个人首个德甲入球，但勒沃库森周五（9月9日）晚客场奥格斯堡以4比1取胜后暂时登上德甲积分榜首位。一年半的时间，代表球队出场40次，交出了3球1助攻的数据。随后的一个赛季回到勒沃库森，一共出场23次。

### 柏林赫塔
新赛季德甲升班马柏林赫塔宣布球队已经正式签下了勒沃库森中场细贝萌，双方签一份为期四年的合约，具体转会金额并没有透露。
在2013-2014赛季中，柏林赫塔的日本国脚中场细贝萌表现出色，帮助球队取得了不错的成绩。正是因为物美价廉的细贝萌，让柏林赫塔继续寻找合适的日本球员来补强阵容。
据踢球者报导，德甲的柏林赫塔中场细贝萌极有可能在今年夏天被抛弃。
据阿联酋媒体Twenty Four Sports报导，阿联酋海湾联赛的Al Jazira有意德甲的柏林赫塔中场细贝萌。
细贝萌为柏林赫塔效力了两个赛季，出场56次，贡献2次助攻。

### 布爾薩體育
8月26日晚，土超布尔萨体育官方宣布柏林赫塔的日本中场细贝萌完成体检，以30万欧元的租借费加盟球队，租借期一个赛季至明年6月30日。

### 斯圖加特
当地时间周一下午，德国老牌劲旅斯图加特官方宣布签下柏林赫塔的日本中场细贝萌。细贝萌与斯图加特签下了一份为期两年的合同，据德国媒体《踢球者》的报道，细贝萌的转会费为70万欧元，另外还有附加费用，加盟斯图加特的细贝萌将身披7号球衣。

### 柏雷素爾
2017年3月24日，日职联赛球队柏雷素尔在官方推特上宣布，前斯图加特中场球员细贝萌加盟球队。
不过本赛季仅出场10次，没有进球，也没有助攻。柏雷素尔不幸降级，细贝萌也选择离开。

### 武里南聯
从日职联赛降级的柏雷素尔官方宣布，中场球员细贝萌离队，他将加盟泰国劲旅武里南联。

### 曼谷聯
泰超曼谷联宣布，前日本国脚细贝萌加盟球队，双方签约一年。
T联赛第四轮，曼谷联主场4:1大胜清莱联，豪取开赛四连胜。比赛中日本后腰细贝萌攻入一球。

## 国家队生涯
细贝萌曾经代表日本U23足球代表隊参加2008年北京奥运会。
2010年9月4日，在日本主场1-0战胜巴拉圭的国际友谊赛中，细贝萌首次代表国家队出场。
2011年1月，细贝萌代表日本参加了2011年亚洲盃。1月25日，在半决赛日本对阵南韓的比赛中，细贝萌补射本田圭佑罚失的点球入网，为日本队打入反超的一球，这也是细贝萌的国家队首粒进球，并帮助日本队获得亚洲盃冠军。

## 個人生活
据悉中村明花和细贝萌经过1年半的交往后于2011年3月结婚。据日本媒体报道，女星中村明花本月11日在自己的博客上报告，昨天自己的第一个女儿出生、体重2972g。丈夫原日本国足选手细贝萌也在官网上发布这个喜讯。